# 조문근밴드
조문근밴드는 대한민국의 음악 그룹이다. 2013년 디지털 싱글 앨범 [말 좀 해봐]로 데뷔했다.